# Katolička Crkva u Nikaragvi
Katolička Crkva u Nikaragvi je dio svjetske Katoličke Crkve, pod duhovnim vodstvom pape i rimske kurije. 
U Nikaragvi živi 2,652,985 katolika, tj. oko 58,5% ukupnog stanovništva. Zemlja je podijeljena u šest biskupija uključujući i jednu nadbiskupiju.
Evangelizacija Nikaragve počela je ubrzo nakon španjolskih osvajanja. Godine 1532., prvi biskup je stavio Nikaragvu pod svoju nadležnost. U kolonijalnom razdoblju vođe misijskog djelovanja su bili isusovci.

## Struktura
- Nadbiskupija Managua
  - Biskupija Esteli
  - Biskupija Granada
  - Biskupija Jinotega
  - Biskupija Juigalpa
  - Biskupija León en Nicaragua
  - Biskupija Matagalpa
- Apostolska vikarijat Bluefields

## Vanjske poveznice
- (šp.) Službena stranica Biskupske konferencije Nikaragve